# Kunduk, Cetatea Albă
Kunduk (în ucraineană Долинка, transliterat: Dolînka) este un sat în comuna Sărata din raionul Cetatea Albă, regiunea Odesa, Ucraina.

## Demografie
Componența lingvistică a comunei Kunduk
     Rusă (39,52%)
     Ucraineană (37,8%)
     Română (11,68%)
     Bulgară (8,59%)
     Alte limbi (0,33%)
Conform recensământului din 2001, nu exista o limbă vorbită de majoritatea populației, aceasta fiind compusă din vorbitori de rusă (39,52%), ucraineană (37,8%), română (11,68%), bulgară (8,59%) și găgăuză (1,49%).